# Marko Tkalec
Marko Tkalec (ur. 17 marca 1977) – słoweński tenisista.

## Kariera tenisowa
Tkalec jako zawodowy tenisista występował w latach 1997–2009.
W rankingu gry pojedynczej Tkalec najwyżej był na 243. miejscu (1 kwietnia 2002), a w klasyfikacji gry podwójnej na 357. pozycji (28 lutego 2000).
W latach 1998–2008 reprezentował Słowenię w Pucharze Davisa. Zagrał łącznie w 41 meczach, z których w 28 zwyciężył.

### Miejsca w rankingu ATP na koniec sezonu
| Rok     | 2000 | 2001 | 2002 | 2003 | 2004 | 2005 | 2006 | 2007 | 2008 | 2009 |
| Miejsce | 352  | 296  | 278  | 476  | 529  | 705  | 496  | 275  | 474  | 700  |